# 捷克—蒙古國關係

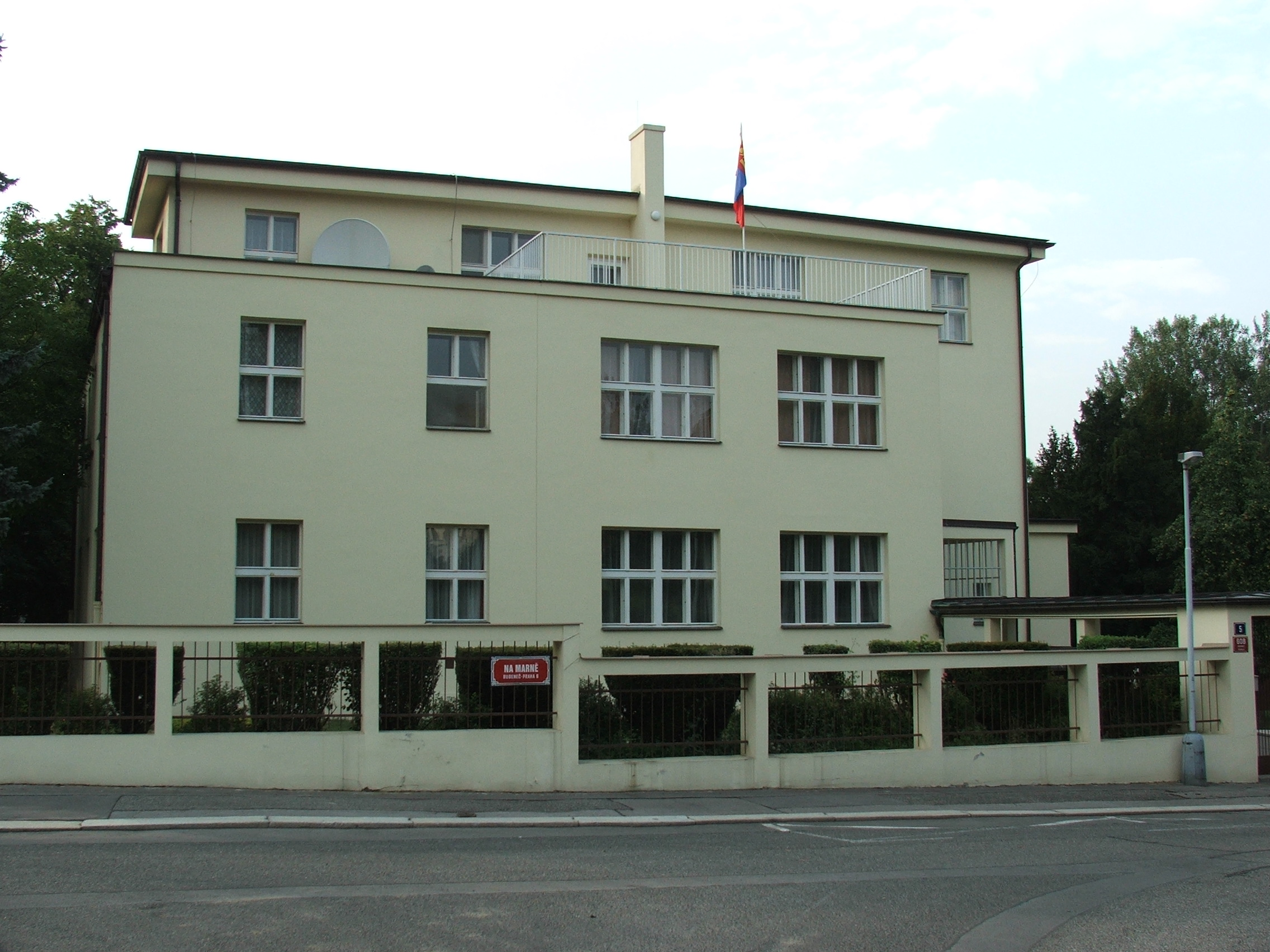
布拉格的蒙古國大使館，是蒙古在歐洲為數不多的駐外使館之一。

捷克–蒙古國關係是指捷克共和國與蒙古國之間的外交關係。捷克共和國在烏蘭巴托設有大使館。兩國都是經互會的成員。 

## 歷史
捷克斯洛伐克和蒙古人民共和國於1950年4月25日建立外交關係，這兩個國家都是東方集團的共產國家。   1953年，捷克斯洛伐克首任大使被派往蒙古。 1980年代，捷克斯洛伐克是蒙古第二大貿易夥伴，僅次於蘇聯。1992年捷克斯洛伐克解體後，蒙古於1993年與新成立的捷克共和國建立外交關係。

## 外部連結
- Embassy of the Czech Republic in Ulaanbataar （页面存档备份，存于）